# Transactie (DEMO)

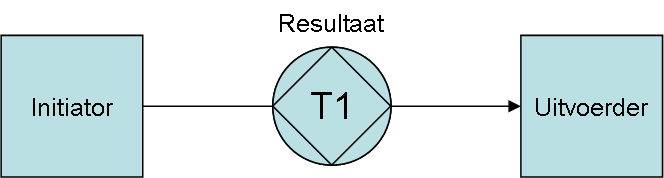
Het principe van een DEMO transactie tussen twee actors

Een transactie is in de DEMO (Design and Engineering Methodology for Organisations) een universeel patroon van de communicatie (coördinatie handelingen) tussen twee personen (actoren) betreft het produceren van een resultaat.
Een resultaat kan elk nieuw feit zijn, bijvoorbeeld het leveren van een product of dienst. Een keten van transacties vormt een bedrijfsproces. Een transactie is in de DEMO ontwerpmethodologie een basis bouwsteen voor een model van een bedrijfsproces.

## Bouwstenen van een transactie

### Basis patroon
Een actor betrokken bij een transactie is een persoon die een rol vervult. Een van de twee actoren, de initiator van de transactie, wil dat de tweede actor, de uitvoerder, een resultaat produceert. Daarvoor verzoekt de initiërende actor de uitvoerende actor een resultaat te produceren. Als de uitvoerende actor dat resultaat heeft beloofd dan is er sprake van een afspraak. Als de uitvoerende actor een resultaat heeft geproduceerd dan wordt dat door deze actor kenbaar gemaakt door te verklaren dat het resultaat is gerealiseerd. Pas als het resultaat door de initierende actor is geaccepteerd is het resultaat een feit.

### Overleg in de opdrachtfase
Als de uitvoerende actor het resultaat waarom is verzocht niet kan of wil beloven dan kan, nadat dit kenbaar is gemaakt door een afwijzing, een discussie tussen de twee actoren worden gevoerd. Het resultaat van de discussie kan een aangepast verzoek of het intrekken van het verzoek tot gevolg hebben.

### Overleg in de resultaatfase
Als de initiërende actor het verklaarde resultaat niet wil accepteren dan kan, nadat dit is kenbaar gemaakt door een afkeuring, een discussie tussen de twee actoren worden gevoerd. Het resultaat van deze discussie kan zijn dat de initierende actor het resultaat toch accepteert of de uitvoerende actor de transactie stopt omdat de actoren het niet eens kunnen worden. De uitvoerende actor kan ook tot het inzicht komen dat de productie van het resultaat geheel of gedeeltelijk opnieuw moet worden gedaan en daarvoor zijn gereedverklaring annuleert.

### Annuleringspatroon
Een verzoek, een belofte, een verklaring en een acceptatie zijn te annuleren. Als de andere actor daarmee akkoord gaat (toestaat) wordt teruggegaan naar de transactietoestand van voor de geannuleerde coördinatie handeling. Bij het weigeren van een annulering verandert de toestand niet.

### Resultaat
Het resultaat van een transactie wordt geformuleerd als een propositie dat wil zeggen een zin die waar of onwaar kan zijn. Als een initiërende actor een verzoek doet wordt aan de uitvoerende actor gevraagd om de propositie waar te maken. Als het productieresultaat is geaccepteerd is de propositie waar, dit wordt een productiefeit genoemd. Een propositie of productiefeit kan met object role modeling (ORM) worden beschreven. Met ORM beschreven proposities zijn te vertalen naar een database zoals een relationele database. Het is hierdoor mogelijk van een DEMO model van een bedrijfsproces een datamodel voor een informatiesysteem te maken.